# Albert Bonniers 100-årsminne
Albert Bonniers 100-årsminne (egentligen Stiftelsen Stipendiefonden Albert Bonniers 100-årsminne) är en fond, instiftad 1937, som årligen delar ut priser till författare och illustratörer och sedan 1991 även till översättare.
"Stipendiefonden Albert Bonniers 100-årsminne delar ut nio stipendier à 80 000 kr till svenskspråkiga skönlitterära författare för hela författarskap till populärvetenskapliga verk, till översättare, kulturjournalister, bokkonstnärer och bokformgivare."

## Pristagare (översättare)
- 1991 – Hans Björkegren
- 1992 – Marianne Eyre
- 1993 – Arne Lundgren och Ulla Roseen
- 1994 – Caj Lundgren och Ulrika Wallenström
- 1995 – Ingvar Björkeson
- 1996 – Thomas Preis
- 1997 – Rose-Marie Nielsen och Sture Pyk
- 1998 – Per Holmer och Urban Andersson
- 1999 – Lars W Freij och Maria Ekman
- 2000 – Anders Bodegård och Camilla Frostell
- 2001 – Gun-Britt Sundström och Margareta Eklöf
- 2002 – Jens Nordenhök och Mats Löfgren
- 2003 – Inger Johansson
- 2004 – Ervin Rosenberg
- 2005 – Kerstin Gustafsson och Viveca Melander
- 2007 – Erik Andersson och Ulla Bruncrona
- 2008 – Ulla Ekblad-Forsgren
- 2009 – Jan Stolpe
- 2010 – Aimée Delblanc
- 2011 – Sven-Olov Wallenstein
- 2012 – Kajsa Öberg Lindsten
- 2013 – Aris Fioretos och Maria Björkman
- 2014 – Janina Orlov
- 2015 – Hans-Jacob Nilsson och Maria Ortman
- 2016 – Ulf Peter Hallberg
- 2017 – Natalie Lantz
- 2018 – Jan Erik Bornlid
- 2019 – Ola Wallin
- 2022 – Djordje Zarkovic
- 2023 – Anna Gustafsson Chen